# بلسا
بلسا (به اسپانیایی: Blesa) یک شهرستان در اسپانیا است که در استان تروئل واقع شده‌است.

## خصوصیات
بلسا ۸۰ کیلومترمربع مساحت و ۱۴۲ نفر جمعیت دارد.